# 台北市進出口商業同業公會
台北市進出口商業同業公會（Importers and Exporters Association of Taipei，縮寫），簡稱台北市進出口公會，對外溝通皆以英文縮寫IEAT為呈現。現有會員廠商超過6,600多家，其中經營製造業近1,400家，從事進口業者約3,600家，台北市以外會員超過2,000家，遍佈台灣各主要城市，會員總進出口額約占全國40%，是目前會員家數最多的公會。
IEAT成立於1947年6月，是一設立於台灣台北市的商業團體，以協助台灣貿易業者拓展全球市場為設立宗旨。1947年初，由進出口商人張清港、黃及時等24人聯合發起，並徵集會員280餘家，於1947年6月依據商業團體法正式成立。初創時會址設立於台北市博愛路上，隨著服務項目與規模擴大以及越趨國際化，會址數次搬遷，1977年遷至松江路350號現址。現任理事長為台隆集團董事長黃教漳。

## 歷史沿革
台北市進出口商業同業公會(IEAT)發展歷程概可區分如下。
- 1947年~1950年代，為促成貿易機會，提供商情資訊，IEAT於創立同年即創辦雜誌，為當時台灣第1本貿易刊物。
- 1960年代，為服務會員，陸續設立行業小組，並設置委員會，強化會務運作，積極建立制度與組織變革。
- 1970年代起，配合政府政策，於海外辦理中華民國產品展覽會，開拓海外貿易關係。IEAT於1979年設立「財團法人中華民國貿易教育基金會」並設立獎學金，展開建教合作，培養貿易產業新血。
- 1980年代，透過籌組貿易訪問團、赴海外舉辦台灣商品展、締結姐妹會等方式，在全球各地建立聯繫網路。
- 1990年代，為協助會員廠商因應變局，公會帶領會員出國考察；為迎接網際網路的資訊化趨勢，公會開始進行電腦e化作業，收集並提供會員國內、外經貿即時資訊。
- 2000年代起，IEAT積極建立各種民間交流管道，2000年成立「中華民國輸出入相關同業公會聯誼會」，與相關公協會策略結盟，建立產官對話平台及會員諮詢服務中心。
- 2010年代，為加強與世界接軌，IEAT建立英文網站， 2014年成立「國貿學苑」，2015年創辦「經營策略管理將帥班(ITBS CEO)」，以培育國際化人才；為協助企業轉型，2016年成立「17CROSS跨境電商生態圈」、2019年與台北市政府合作成立「tcei台灣跨境電商育成中心」，並於同年建置貿易諮詢服務中心，協助廠商解決貿易疑難問題。[7]
- 2021年起，因應數位化時代，IEAT推出貿易培訓數位化課程，擴大服務台灣中南部及國外業者，並針對增進對外貿易、排解貿易問題、資訊提供、貿易人才培訓、推動跨境電商新模式等提供全新服務，積極協助企業數位轉型。

## 歷任理事長
| 屆次          | 姓名   | 任職年份  | 備註       |
| ------------- | ------ | --------- | ---------- |
| 第1-3屆       | 黃及時 | 1947-1953 |            |
| 第4屆         | 陳雲龍 | 1953-1955 |            |
| 第5-6屆       | 謝成源 | 1955-1959 |            |
| 第7-8屆       | 黃成金 | 1959-1963 |            |
| 第9屆         | 謝成源 | 1963-1965 |            |
| 改制後第1-2屆 | 林溪圳 | 1965-1970 |            |
| 第3-6屆       | 蕭圳根 | 1970-1982 |            |
| 第7-8屆       | 陳茂榜 | 1982-1988 |            |
| 第9屆         | 劉今程 | 1988-1991 |            |
| 第10-11屆     | 黃政旺 | 1991-1997 |            |
| 第12-13屆     | 李棟樑 | 1997-2003 |            |
| 第14-15屆     | 許勝雄 | 2003-2009 |            |
| 第16屆        | 劉國昭 | 2009-2012 |            |
| 第17-18屆     | 黃呈琮 | 2012-2018 |            |
| 第19屆        | 黃振進 | 2018-2021 |            |
| 第20-21屆     | 黃教漳 | 2021-     | 現任理事長 |

## 組織架構
會員代表大會是台北市進出口公會最高權力機構，下設:
- 理事會
  - 理事長、副理事長
    - 秘書長、副秘書長
      - 貿易推廣處
      - 貿易服務處
      - 行政處
      - 數位發展中心

    - 委員會
      - 美洲委員會
      - 歐非委員會
      - 亞太委員會
      - 政策委員會
      - 廣宣委員會
      - 會員委員會
      - 教育委員會
      - 青年委員會
- 監事會
  - 監事會召集人

## 外部連結
- IEAT官方網站 （页面存档备份，存于）
- IEAT YouTube頻道 （页面存档备份，存于）